# Формула конечных приращений
Формула конечных приращений, или теорема Лагра́нжа о среднем значении, утверждает, что если функция {\displaystyle f} непрерывна на отрезке {\displaystyle [a;b]} и дифференцируема в интервале {\displaystyle (a;b)}, то найдётся такая точка {\displaystyle c\in (a;b)}, что
{\displaystyle {\frac {f(b)-f(a)}{b-a}}=f'(c)}.
Геометрически это можно переформулировать так: на отрезке {\displaystyle [a;b]} найдётся внутренняя точка, в которой касательная параллельна хорде, проходящей через точки графика, соответствующие концам отрезка.
Механическое истолкование:
Пусть {\displaystyle f(t)} — расстояние точки в момент {\displaystyle t} от начального положения.
Тогда {\displaystyle f(b)-f(a)} есть путь, пройденный с момента {\displaystyle t=a} до момента {\displaystyle t=b},
отношение {\displaystyle {\frac {f(b)-f(a)}{b-a}}} — средняя скорость за этот промежуток.
Значит, если скорость тела определена в любой момент времени {\displaystyle t\in (a,b)},
то в некоторый момент она будет равна своему среднему значению на этом участке.

## Конечные и бесконечно малые приращения
Название «конечные приращения» объясняется, что, если в формуле {\displaystyle f(b)-f(a)=f'(c)(b-a)}, левая часть {\displaystyle \Delta y=f(b)-f(a)} есть приращение функции, а в правой части присутствует приращение аргумента {\displaystyle \Delta x=b-a}.
В этих обозначениях формулу можно переписать как 
{\displaystyle \Delta y=f'(c)\Delta x,}
что в свою очередь уже очень похоже на определение дифференциала:
{\displaystyle dy=f'(x)dx}
с той лишь разницей, что в формуле конечных приращений у нас дана формула нахождения истинного приращения {\displaystyle \Delta y}, но через производную {\displaystyle f'(c)} в точке {\displaystyle c}, которая находится где-то между {\displaystyle a} и {\displaystyle b}. Если же в формуле {\displaystyle \Delta y=f'(c)\Delta x} устремить {\displaystyle \Delta x} к нулю, то в пределе мы получим {\displaystyle dy=f'(x)dx}.

## Приложения
- Теорема Лагранжа иногда может быть применена при раскрытии неопределённостей для нахождения пределов.

## Вариации и обобщения
Теорема Лагранжа о конечных приращениях — одна из самых важных, узловая теорема во всей системе дифференциального исчисления. Она имеет массу приложений в вычислительной математике, и главнейшие теоремы математического анализа также являются её следствиями.
- Дифференцируемая на отрезке функция с производной, равной нулю, есть константа.

Доказательство. Для любых {\displaystyle x} и {\displaystyle y} существует точка {\displaystyle c}, такая что {\displaystyle f(y)-f(x)=f'(c)(y-x)=0}.
Значит, при всех {\displaystyle x} и {\displaystyle y} верно равенство {\displaystyle f(y)=f(x)}.
Замечание. Аналогично доказывается следующий важный критерий монотонности для дифференцируемых функций: Дифференцируемая функция {\displaystyle f(x)} возрастает/убывает на отрезке {\displaystyle [a,b]} тогда и только тогда, когда её производная {\displaystyle f'(x)} на этом отрезке неотрицательна/неположительна. При этом строгая положительность/отрицательность производной влечёт строгую монотонность функции {\displaystyle f(x)}.
- Формула Тейлора с остаточным членом в форме Лагранжа). Если функция {\displaystyle f} дифференцируема {\displaystyle n} раз в окрестности точки {\displaystyle x}, то для малых {\displaystyle h} (то есть тех, для которых отрезок {\displaystyle [x,x+h]} лежит в указанной окрестности) справедлива формула Тейлора:

{\displaystyle f(x+h)=f(x)+f'(x)h+f''(x){\frac {h^{2}}{2}}+...+f^{(n-1)}(x){\frac {h^{n-1}}{(n-1)!}}+f^{(n)}(x+\theta h){\frac {h^{n}}{n!}}}
где {\displaystyle \theta } — некоторое число из интервала {\displaystyle (0,1)}.
Замечание. Данное следствие является в то же время и обобщением. При {\displaystyle n=1} из него получается сама теорема Лагранжа о конечных приращениях.
- Если функция {\displaystyle n} переменных {\displaystyle f(x_{1},x_{2},\dots ,x_{n})} дважды дифференцируема в окрестности точки О и все её вторые смешанные производные непрерывны в точке О, тогда в этой точке справедливо равенство:

{\displaystyle {\frac {\partial ^{2}f}{\partial x_{i}\partial x_{j}}}={\frac {\partial ^{2}f}{\partial x_{j}\partial x_{i}}}}
Доказательство для {\displaystyle n=2}. Зафиксируем значения {\displaystyle \Delta x} и {\displaystyle \Delta y} и рассмотрим разностные операторы
{\displaystyle \Delta _{x}:f(x,y)\rightarrow {\frac {f(x+\Delta x,y)-f(x,y)}{\Delta x}}} и {\displaystyle \Delta _{y}:f(x,y)\rightarrow {\frac {f(x,y+\Delta y)-f(x,y)}{\Delta y}}}.
По теореме Лагранжа существуют числа {\displaystyle \theta _{1},\theta _{2}\in (0,1)}, такие что
{\displaystyle \Delta _{y}\Delta _{x}f(x,y)=\Delta _{y}{\frac {\partial f}{\partial x}}(x+\theta _{1}\Delta x,y)={\frac {\partial }{\partial y}}{\frac {\partial f}{\partial x}}(x+\theta _{1}\Delta x,y+\theta _{2}\Delta y)\rightarrow {\frac {\partial }{\partial y}}{\frac {\partial f}{\partial x}}(x,y)}
при {\displaystyle (\Delta x,\Delta y)\rightarrow 0} в силу непрерывности вторых производных функции {\displaystyle f(x,y)}.
Аналогично доказывается, что {\displaystyle \Delta _{x}\Delta _{y}f(x,y)\rightarrow {\frac {\partial }{\partial x}}{\frac {\partial f}{\partial y}}(x,y)}.
Но так как {\displaystyle \Delta _{y}\Delta _{x}f(x,y)=\Delta _{x}\Delta _{y}f(x,y)}, (что проверяется непосредственно), то эти пределы совпадают.
Замечание. Следствием этой формулы является тождество {\displaystyle d^{2}=0} для оператора внешнего дифференциала, определённого на дифференциальных формах.
- Формула Ньютона — Лейбница. Если функция {\displaystyle f(x)} дифференцируема на отрезке {\displaystyle [a,b]} и её производная интегрируема по Риману на этом отрезке, то справедлива формула: {\displaystyle \int \limits _{a}^{b}f'(x)dx=f(b)-f(a)}.

Доказательство. Пусть {\displaystyle T} — произвольное разбиение {\displaystyle a=x_{0}<x_{1}<x_{2}<...<x_{n}=b} отрезка {\displaystyle [a,b]}. Применяя теорему Лагранжа, на каждом из отрезков {\displaystyle [x_{k-1},x_{k}]} найдём точку {\displaystyle \xi _{k}} такую, что {\displaystyle f'(\xi _{k})(x_{k}-x_{k-1})=f(x_{k})-f(x_{k-1})}.
Суммируя эти равенства, получим: {\displaystyle \sum \limits _{k=1}^{n}f'(\xi _{k})(x_{k}-x_{k-1})=\sum \limits _{k=1}^{n}(f(x_{k})-f(x_{k-1}))=f(b)-f(a)}
Слева стоит интегральная сумма Римана для интеграла {\displaystyle \int \limits _{a}^{b}f'(x)dx} и заданного отмеченного разбиения. Переходя к пределу по диаметру разбиения, получим формулу Ньютона-Лейбница.
Замечание. Следствием (и обобщением) формулы Ньютона-Лейбница является формула Стокса, а следствием формулы Стокса является интегральная теорема Коши — основная теорема теории аналитических функций (ТФКП).
- Теорема об оценке конечных приращений. Пусть отображение {\displaystyle F:\Omega \rightarrow \mathbb {R} ^{m}} непрерывно дифференцируемо в выпуклой компактной области {\displaystyle \Omega } пространства {\displaystyle \mathbb {R} ^{n}}. Тогда {\displaystyle |F(y)-F(x)|\leq \sup \limits _{\xi \in \Omega }|DF(\xi )|\cdot |y-x|}.

Замечание. Без использования теоремы об оценке конечных приращений не обходятся доказательства таких теорем, как теорема об обратном отображении, теорема о неявной функции, теорема о существовании и единственности решения задачи Коши для обыкновенных дифференциальных уравнений.